# Lucille Soong
Lucille Soong (cinese tradizionale: 宋靜秀; Pechino, 15 agosto 1938) è un'attrice cinese naturalizzata statunitense.

## Biografia
Nata a Pechino, all'età di ventun anni Lucille Soong si è trasferita ad Hong Kong, dove è stata scoperta dal regista Lewis Gilbert per il film Passaggio a Hong Kong. Nei primi anni sessanta si è trasferita a Londra, dove ha recitato in diverse serie televisive britanniche, facendosi notare nel ruolo della fidanzata del protagonista in Coronation Street. Dopo essersi trasferita a Los Angeles negli anni novanta, ha cominciato a recitare in numerose serie televisive. È nota soprattutto per il ruolo della madre di Pei-Pei nel film Quel pazzo venerdì (2003) e per il ruolo di Nonna Huang nella serie televisiva Fresh Off the Boat, in cui ha recitato in oltre un centinaio di puntate tra il 2015 e il 2020.

## Filmografia parziale

### Cinema
- Passaggio a Hong Kong (Ferry to Hong Kong), regia di Lewis Gilbert (1959)
- 55 giorni a Pechino (55 Days at Peking), regia di Nicholas Ray (1963)
- Gengis Khan il conquistatore (Genghis Khan), regia di Henry Levin (1965)
- Non tutti ce l'hanno (The Knack ...and How to Get It), regia di Richard Lester (1965)
- Darling, regia di John Schlesinger (1965)
- Le meravigliose avventure di Marco Polo (Lo scacchiere di Dio) (La fabuleuse aventure de Marco Polo), regia di Denys de La Patellière (1965)
- Il giorno dei fazzoletti rossi (The Brides of Fu Manchu), regia di Don Sharp (1966)
- Quel maledetto ispettore Novak (The File of the Golden Goose), regia di Sam Wanamaker (1969)
- Controfigura per un delitto (One More Time), regia di Jerry Lewis (1970)
- Il circolo della fortuna e della felicità (The Joy Luck Club), regia di Wayne Wang (1993)
- The Corruptor - Indagine a Chinatown (The Corruptor), regia di James Foley (1999)
- Quel pazzo venerdì (Freaky Friday), regia di Mark Waters (2003)
- Sky High - Scuola di superpoteri (Sky High), regia di Mike Mitchell (2005)
- Se solo fosse vero (Just Like Heaven), regia di Mark Waters (2005)
- Mission: Impossible III, regia di J. J. Abrams (2006)
- Nancy Drew, regia di Andrew Fleming (2007)
- Quel pazzo venerdì, sempre più pazzo (Freakier Friday), regia di Nisha Granata (2025)

### Televisione
- Agente speciale (The Avengers) - serie TV, 1 episodio (1965)
- Il prigioniero (Il prigioniero) - serie TV, 1 episodio (1967)
- Coronation Street - serie TV, 5 episodi (1969)
- Tris d'assi (The Champions) - serie TV, 1 episodio (1969)
- Il mondo di Shirley (Shirley's World) - serie TV, 1 episodio (1971)
- Vanishing Son - serie TV, 1 episodio (1995)
- Fired Up - serie TV, 1 episodio (1997)
- Dharma & Greg - serie TV, 3 episodi (1997-2001)
- Squadra Med - Il coraggio delle donne (Strong Medicine) - serie TV, 1 episodio (2000)
- JAG - Avvocati in divisa (JAG) - serie TV, 1 episodio (2000)
- Passions - serie TV, 4 episodi (2001)
- Desperate Housewives - serie TV, 7 episodi (2004-2009)
- Huff - serie TV, 2 episodi (2004)
- La vita secondo Jim (According to Jim) - serie TV, 1 episodio (2005)
- The King of Queens - serie TV, 1 episodio (2006)
- Bones - serie TV, 1 episodio (2007)
- United States of Tara - serie TV, 1 episodio (2009)
- Senza traccia (Without a Trace) - serie TV, 1 episodio (2009)
- Dark Blue - serie TV, 1 episodio (2010)
- The League - serie TV, 1 episodio (2010)
- Fresh Off the Boat - serie TV, 115 episodi (2015-2020)

### Doppiaggio
- Raya e l'ultimo drago (Raya and the Last Dragon), regia di Don Hall (2021)

## Doppiatrici italiane
Nelle versioni in italiano delle opere in cui ha recitato, Lucille Soong è stata doppiata da:
- Doriana Chierici in Raya e l'ultimo drago, Quel pazzo venerdì, sempre più pazzo
- Daniela Debolini in Fresh Off the Boat
- Alina Moradei in Quel pazzo venerdì
- Laura Mercatali in Desperate Housewives